# Mối đe dọa đối với rùa biển

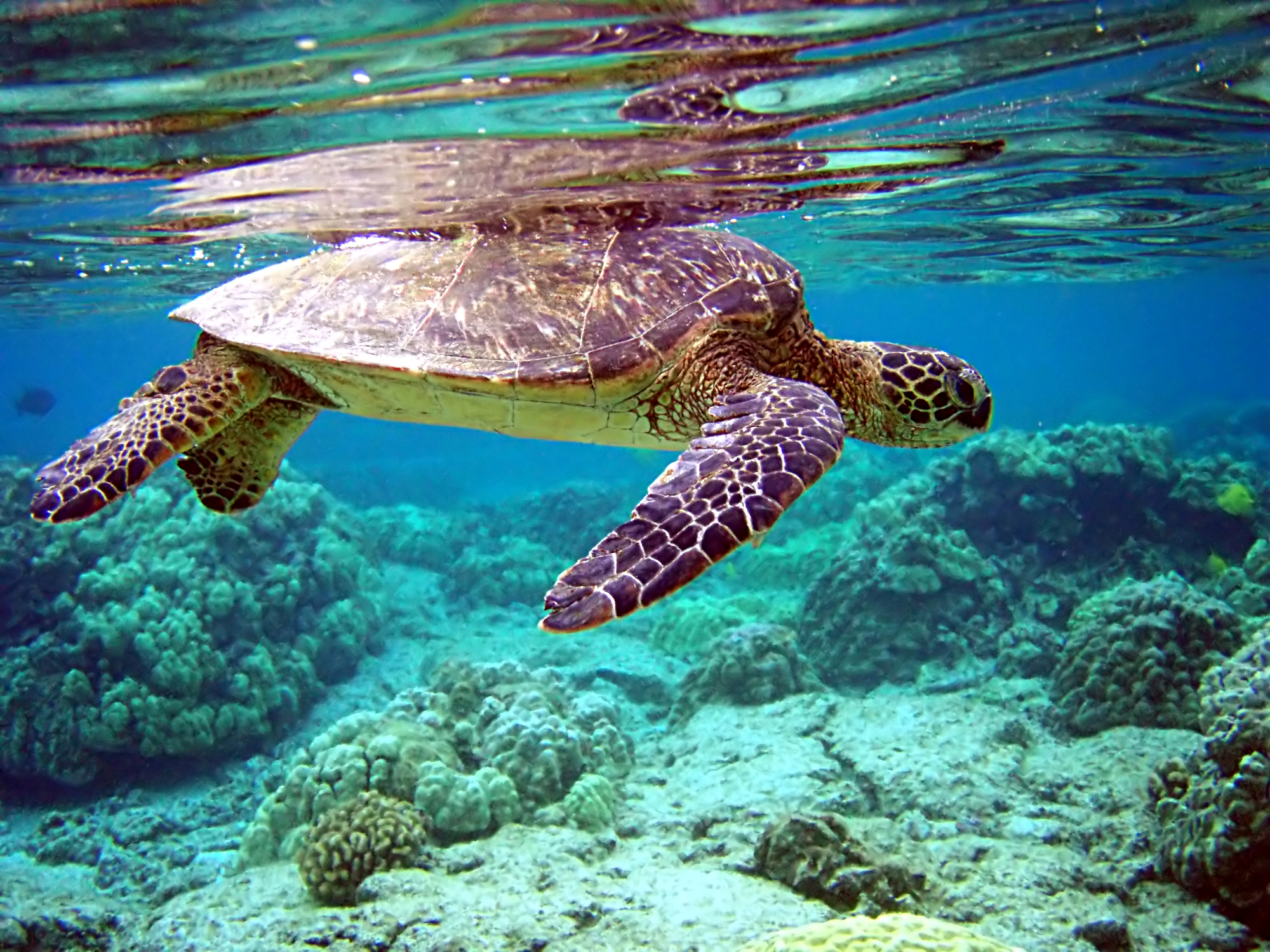
Một con rùa biển

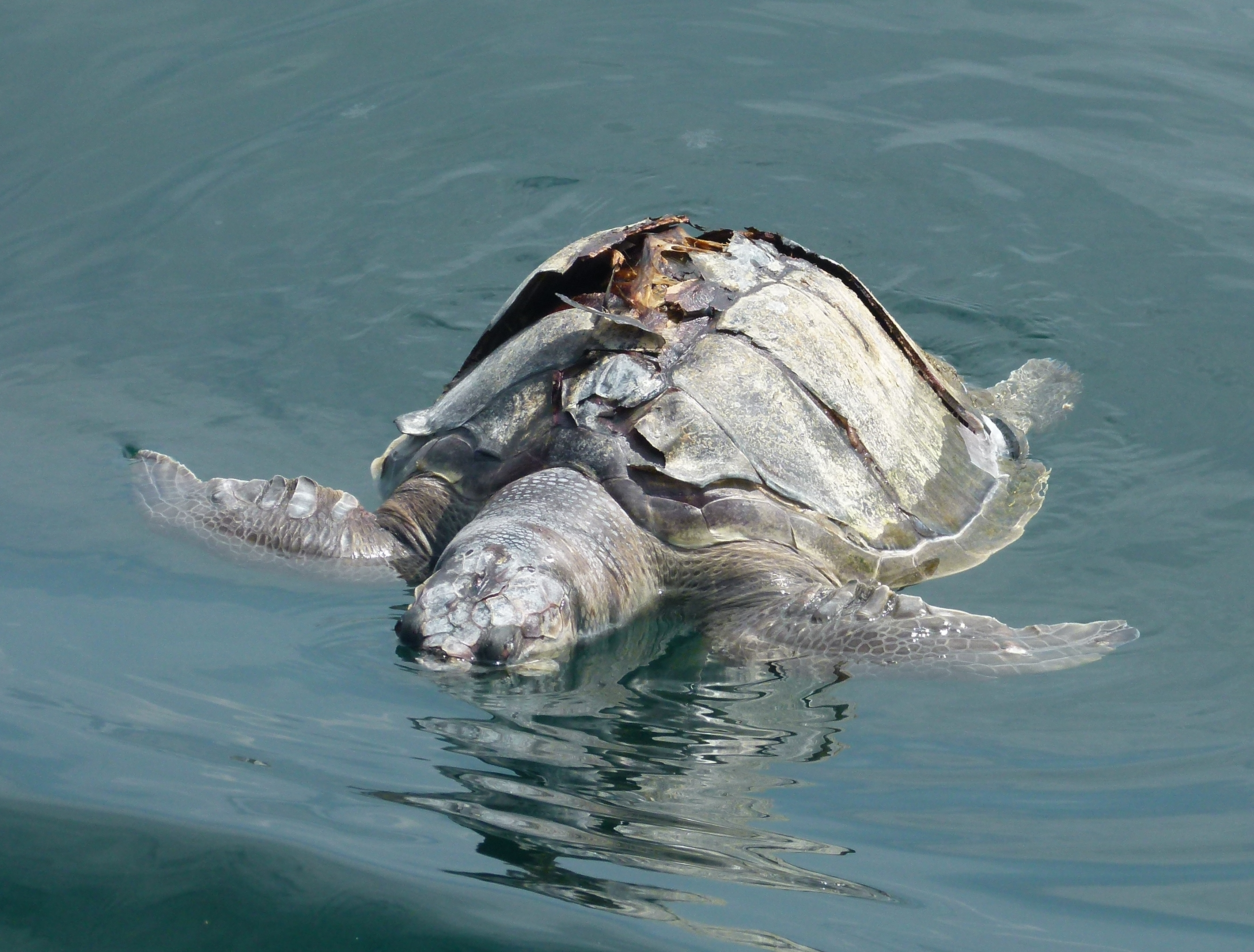
Xác một con rùa biển

Mối đe dọa đối với rùa biển (Threats to sea turtles) là những nguy cơ có thể gây ra sự tuyệt chủng hoặc sự suy giảm nghiêm trọng về số lượng các loài rùa biển, loại trừ các mối đe dọa thuộc về tự nhiên, những mối đe dọa chính cho sự tồn vong của rùa biển xuất phát từ con người. Trong số 7 loài rùa biển, tất cả đều được liệt kê trong Sách đỏ IUCN về các loài bị đe dọa hoặc là nguy cấp hay cực kỳ nguy cấp. Sự suy giảm mạnh mẽ quần thể của rùa trong vòng 200 năm qua có sự tác động rất lớn của con người. Những nguyên nhân chính là suy giảm và mất sinh cảnh, nạn săn bắt và buôn bán rùa biển bất hợp pháp, đánh bắt không chủ ý, ô nhiễm môi trường nước, thiên địch và các loài ngoại lai, biến đổi khí hậu.
Trong đó, rùa biển đang phải đối mặt với các mối đe dọa nghiêm trọng từ con người, với hoạt động săn bắt rùa để lấy vỏ làm đồ lưu niệm hay thu thập trứng rùa của chúng. Rùa biển hiện đang là nạn nhân của rất nhiều hoạt động của con người, từ việc đánh bắt ngẫu nhiên khi rùa biển vô tình lọt vào lưới và các phương tiện đánh bắt hải sản của người dân, cho đến các hoạt động đánh bắt chủ ý mang tính chất hủy diệt. Ngoài ra, sự biến đổi khí hậu môi trường trên toàn cầu cũng là nguyên nhân đe dọa sự sống còn của rùa biển. Biến đổi khí hậu cũng có thể đe dọa đối với rùa biển bởi trứng rùa biển sinh ra cá thể đực hay cái phụ thuộc vào nhiệt độ. 

## Các nguy cơ

### Sinh cảnh

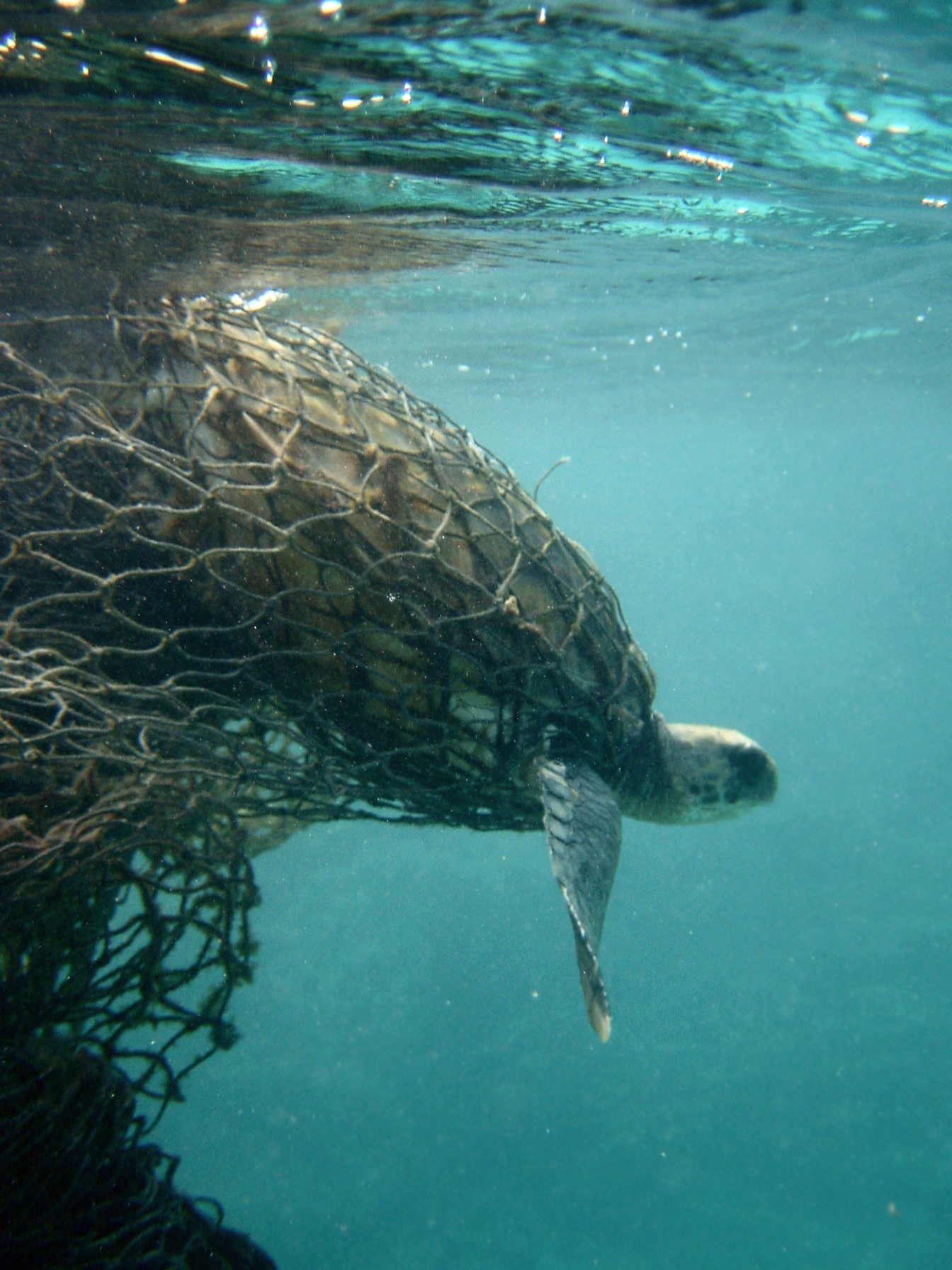
Một con rùa biển bị vướng vào lưới

Số lượng một số loài rùa biển đang sinh sống trong vùng biển thuộc các quốc gia như Nhật Bản, Myanmar, Philippines, Malaysia và Indonesia, đang bị đe dọa nghiêm trọng. Hiện nay chỉ còn một số quần thể loài rùa biển được cho là khỏe mạnh hiện đang sinh sống trong các vùng biển thuộc Nam Thái Bình Dương và Nam Mỹ. Nguy cơ tuyệt chủng của loài rùa biển có liên quan đến hoạt động của con người. Người dân sinh sống dọc các bờ biển chiếm hết diện tích sinh sống của chúng, dẫn đến diện tích sinh sống và sinh sản của chúng ngày bị thu hẹp lại, hoạt động của các tàu thuyền cũng là một nguyên nhân gây nên những vết thương trên thân mình chúng. Lưu lượng tàu thuyền cao và nhiều nguyên nhân khác đã khiến các sinh vật biển lạc hướng, đi vào đất liền, hoạt động khai thác dưới nước cũng đang gây ra ô nhiễm tiếng ồn đối với chúng.
Rùa biển còn bị mối đe dọa đến từ việc săn bắt cá không đúng phương pháp, tình cờ làm nhiều con rùa biển mắc lưới, không ngoi lên hít thở không khí nên đã bị chết, nhiều mối đe doạ mới đối với các loài rùa biển gần đây đã gia tăng và ngày càng tăng với sự hiện diện của con người Các hoạt động phát triển quy mô lớn của con người như xây dựng kè chống xói mòn, các công trình ven biển, khai thác cát ở quy mô tận kiệt đã làm mất các bãi đẻ. Thậm chí, ánh sáng nhân tạo từ các khu du lịch ven biển cũng gây tác động lớn đến các hoạt động đẻ trứng, di chuyển và kiếm ăn của rùa biển. Các mối đe dọa đối với rùa không chỉ ở bãi đẻ mà còn cả ngoài biển khi chúng di cư và tìm kiếm thức ăn, có khoảng hơn 1.000 con rùa biển bị ảnh hưởng bởi các hoạt động khai thác thủy sản hàng năm.

### Đánh bắt
Đánh bắt rùa biển vì mục đích thương mại trở nên phổ biến toàn cầu từ những năm 1960 với khoảng 17.000 tấn rùa biển bị đánh bắt hàng năm. Đỉnh điểm của hoạt động khai thác rùa biển Mexico vào năm 1968 với 380.000 cá thể. Trên thế giới, hàng năm có khoảng 42.000 cá thể rùa biển bị các ngư dân đánh bắt. Ở nhiều quốc gia và khu vực, việc đánh bắt rùa biển vẫn được coi là hoạt động hợp pháp. Đó là vùng biển Caribê, Ấn Độ Dương, Thái Bình Dương với sự tham gia khai thác của Papua New Guinea, Nicaragua và Australia. Các quốc gia này đã đánh bắt khoảng 42.000 cá thể rùa biển mỗi năm, trong đó có tới 80% là vích. Mặc dù mức độ bảo vệ rùa biển ở cấp độ quốc gia và quốc tế đã tăng lên song các hoạt động khai thác hợp pháp đã tạo ra một lượng tử vong rất lớn. Đánh bắt hợp pháp chỉ chiếm một tỷ lệ nhỏ so với các mối đe dọa lớn hơn đến từ các hoạt động khai thác thủy sản bất hợp pháp đánh bắt không mong muốn. Đánh bắt không mong muốn là hoạt động đặt bẫy rùa biển vì mục đích thương mại có tác dụng làm suy giảm các loài khác.

### Tiêu thụ

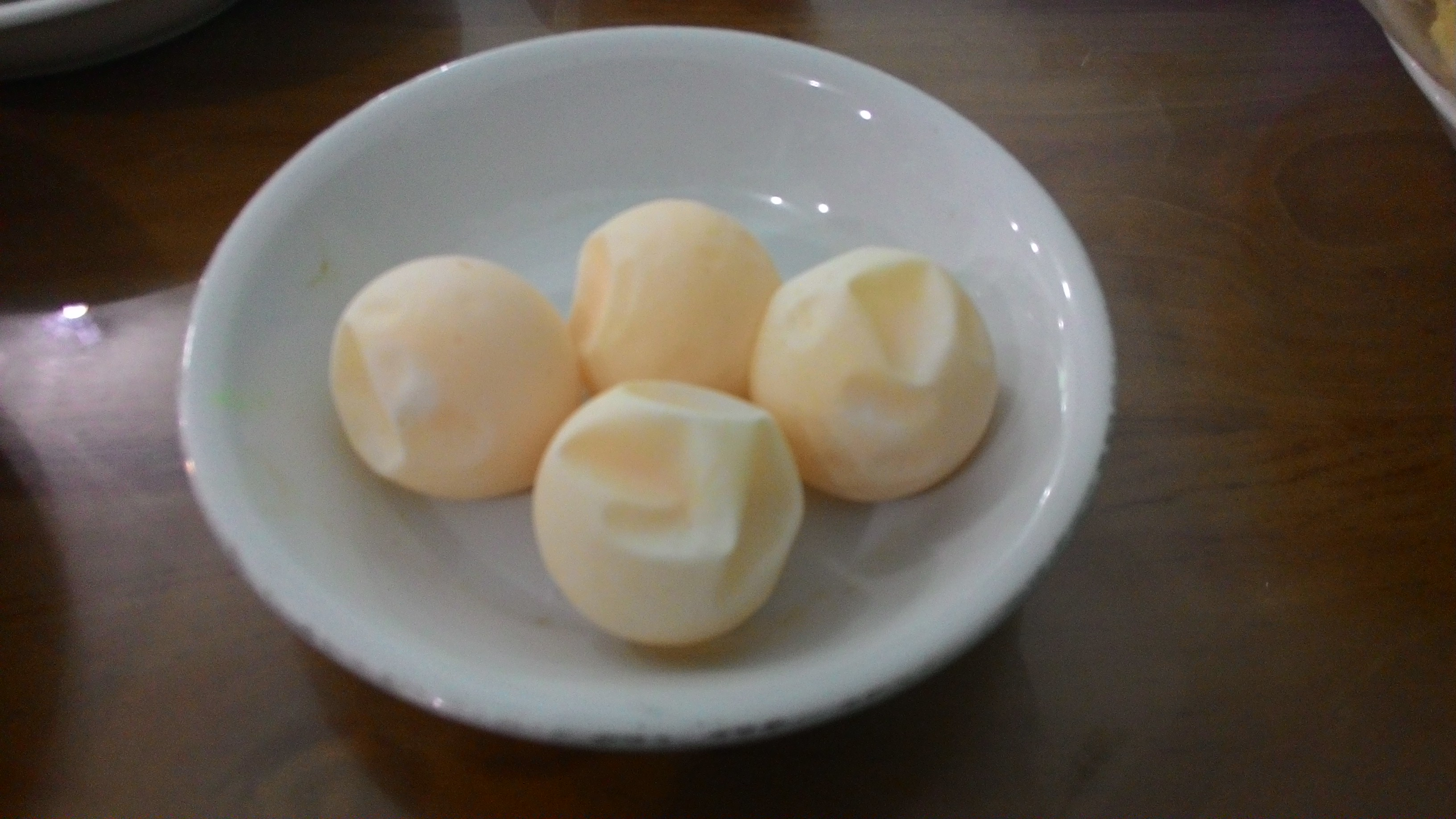
Trứng rùa biển

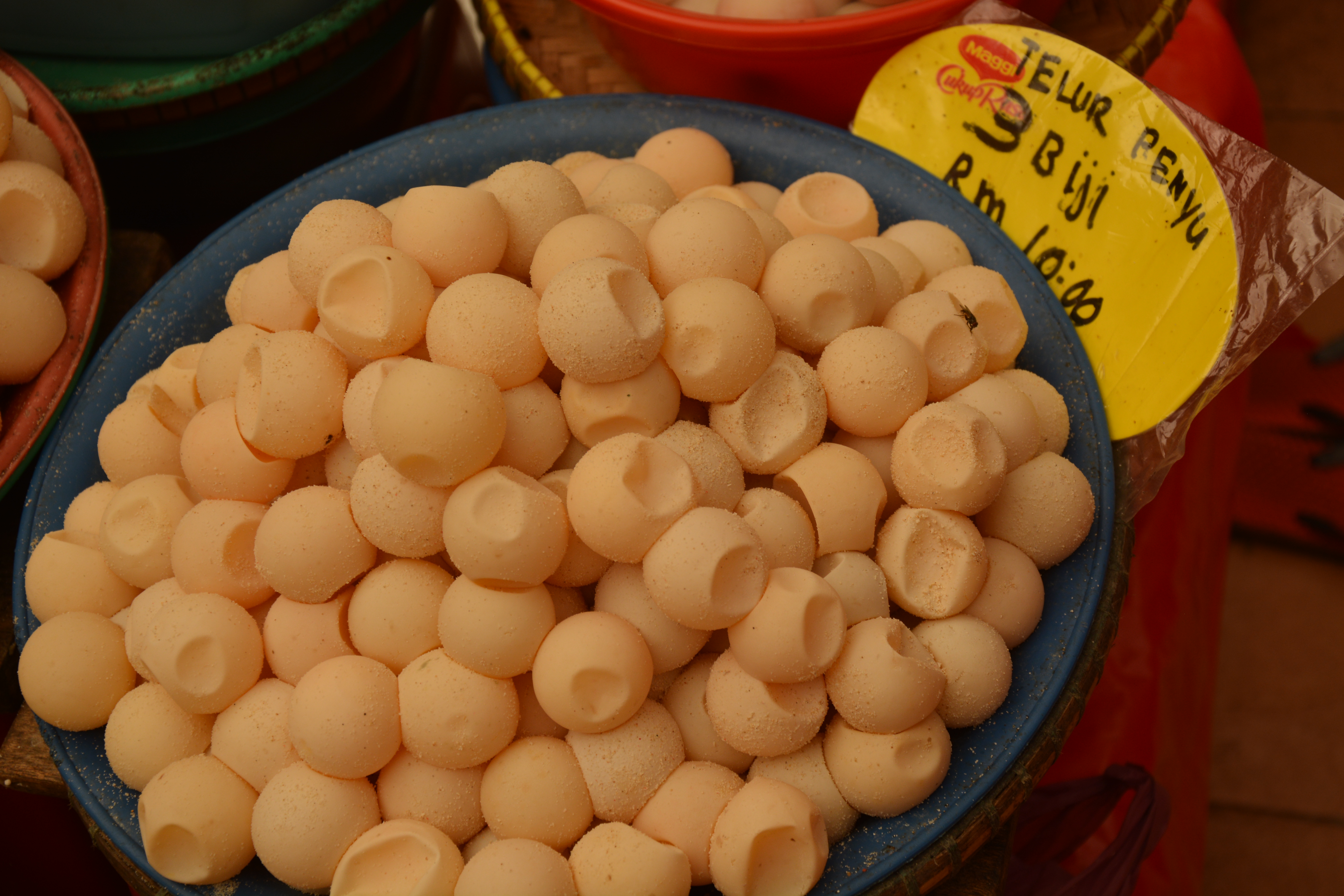
Trứng rùa biển được bày bán công khai

Đến tuổi trưởng thành, rùa phải đối mặt với những cuộc săn tìm, giết hại của con người. Rất nhiều sản phẩm thương mại được chế biến từ rùa biển đã được bày bán khắp cả nước. Kèm theo đó là các hoạt động bất hợp pháp khác như tổ chức xuất, nhập khẩu mai rùa biển nhằm cung ứng cho nhu cầu của khách du lịch trong và ngoài nước. Đặc biệt hơn tại một số nơi còn trực tiếp tiêu thụ thịt rùa và thậm chí trứng rùa cũng là món khoái khẩu của những du khách thập phương. Từ lâu, rùa biển vẫn luôn bị săn bắt để lấy thịt, trứng, mai và da. Rùa biển bị săn trộm để lấy thịt, trứng rùa bị thu hoạch một cách không bền vững, và mai rùa được sử dụng để làm đồ trang sức và hàng thủ công truyền thống bán cho khách du lịch.
Kết hợp với các mối đe dọa khác, nạn buôn bán bất hợp pháp đe dọa sự sống còn của một số quần thể rùa. Ngoài việc bị săn bắt để làm thức ăn, rùa biển còn được dùng để bào chế các bài thuốc y học cổ truyền, hoặc chế tác làm các mặt hàng xa xỉ. Mai đồi mồi được săn lùng nhiều nhất để chế tác thành đồ trang sức như vòng tay, hoa tai, kẹp tóc, tẩu thuốc lá, quạt hoặc đồ trang trí nội thất và đồ lưu niệm cho khách du lịch. Chính tình trạng săn bắt và tiêu dùng tràn lan này đang đẩy rùa biển đến tuyệt chủng. Tình trạng tiêu thụ các sản phẩm từ rùa biển trở thành một mối đe dọa nghiêm trọng đến quần thể loài. Đại bộ phận người tiêu dùng vẫn vô tư mua các sản phẩm làm từ rùa biển mà không biết rằng chính sự vô tình của mình làm suy giảm nghiêm trọng các quần thể rùa biển trong tự nhiên dẫn tới suy giảm nghiêm trọng nguồn cá biển.
Nguyên nhân chính dẫn đến việc tận diệt loại động vật biển quý hiếm này do diện nay nhu cầu về các sản phẩm từ rùa biển là rất lớn. Nhiều người cho rằng thịt rùa có tác dụng làm thuốc bổ, tăng ham muốn tình dục, chữa bệnh huyết áp thấp, trứng rùa được coi là một món ăn cao lương mỹ vị. Ngoài ra mai rùa sử dụng làm đồ trang trí thẩm mỹ với giá gần chục triệu đồng/cái. Nếu đặt rùa nhồi dưới móng nhà sẽ mang lại nhiều may mắn, đeo các sản phẩm làm từ rùa giúp chữa bệnh huyết áp thấp. Ngoài việc bị săn bắt để làm thức ăn, rùa biển còn được dùng để bào chế các bài thuốc y học cổ truyền, hoặc chế tác làm các mặt hàng xa xỉ. Mai đồi mồi được săn lùng nhiều nhất để chế tác thành đồ trang sức như vòng tay, hoa tai, kẹp tóc, tẩu thuốc lá, quạt hoặc đồ trang trí nội thất và đồ lưu niệm cho khách du lịch. Chính tình trạng săn bắt và tiêu dùng tràn lan này đang đẩy rùa biển đến tuyệt chủng. 

### Rác thải
Loài rùa biển đang đứng trước nguy cơ bị tận diệt, các mối đe dọa lớn đối với rùa biển hiện nay gồm mất bãi đẻ do hoạt động của con người, mất trứng do các động vật ăn thịt và con người khai thác, ô nhiễm và rác thải trên biển, trong đó, nguy hại nhất là túi nilon nếu rùa biển ăn nhầm không tiêu hóa thì sẽ bị chết, việc người dân xả rác thải ra biển làm rùa nhầm với thức ăn, nuốt phải dẫn đến cái chết. Rùa là một trong hàng ngàn loài sinh vật bị biến dạng hoặc trở thành nạn nhân của rác thải. Từng ghi nhận một con rùa phần giữa thân bị thắt lại bởi một đai nhựa, lúc còn là rùa con, thân nó bị mắc kẹt trong mảnh đai nhựa và không thể nào thoát ra dẫn đến bị biến dạng. Loài rùa biển thường nhầm lẫn những mảnh nhựa, đặc biệt là các loại túi nhựa, giống như những con sứa biển, một loại thức ăn ưa thích của chúng. Túi nhựa chặn đường tiêu hóa của rùa, dẫn đến một cái chết chậm và đau đớn vì đói, tại Hawaii người ta đã tìm thấy trong dạ dày một con rùa chết hơn 1.000 mảnh nhựa.

### Khác

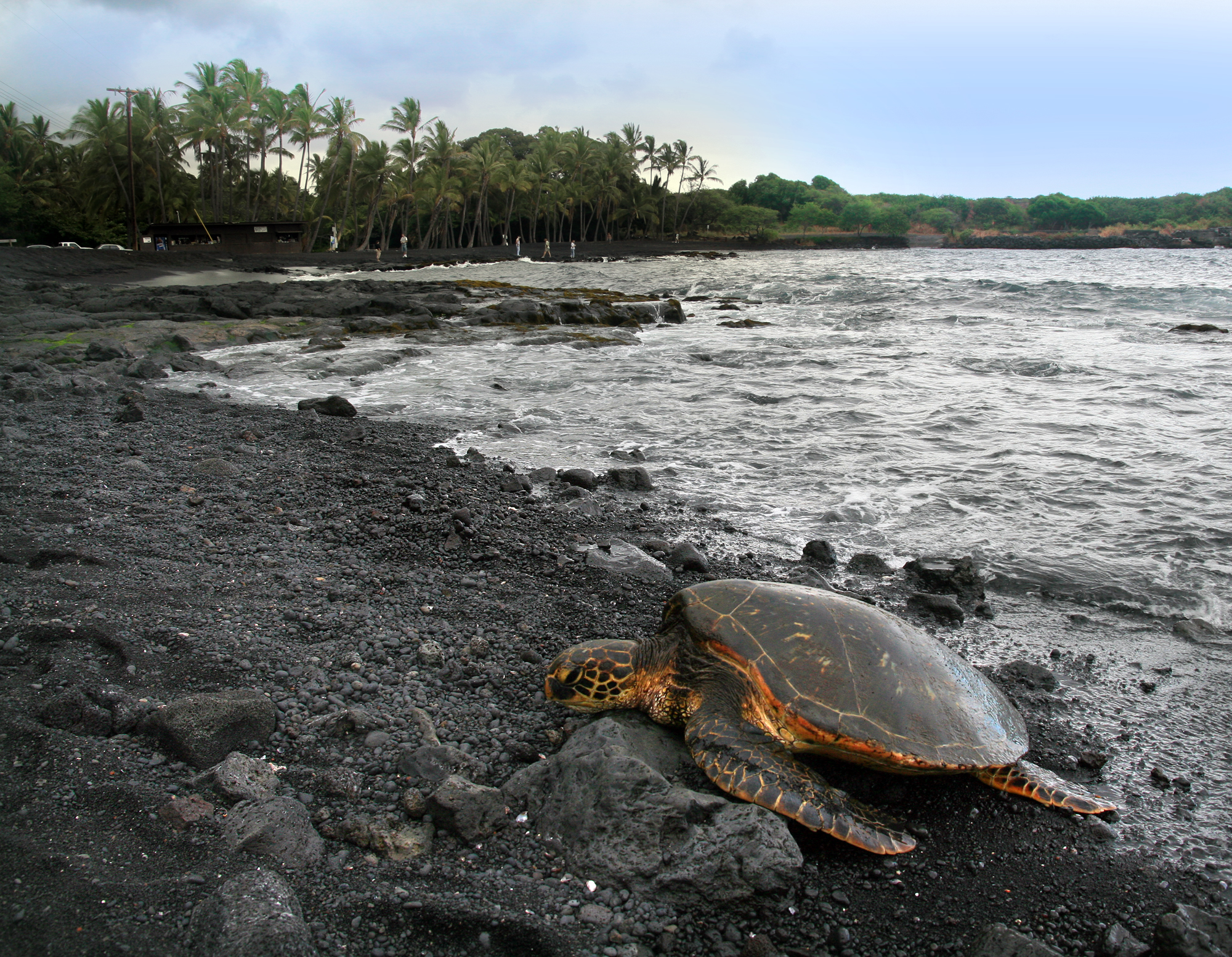
Một con rùa biển đang kiếm bãi đẻ trên một bãi biển

Mặc dù rùa biển thường đẻ khoảng 100 trứng mỗi lần nhưng hầu như chỉ có một rùa con sống sót đến tuổi trưởng thành. Trong tự nhiên, rùa biển con thường bị đe dọa bởi các loài động vật ăn thịt bao gồm cá mập, gấu, gấu trúc Bắc Mỹ, cáo hay các loài chim biển, và đặc biệt là con người. Các loài bò sát và các loài ăn thịt khác sống dưới biển là khắc tinh của rùa khi chúng còn nhỏ Giống như các loài rùa biển khác, thời điểm bắt đầu cuộc sống của rùa da là khi chúng nở. Ngay sau khi nở, rùa da con ngay lập tức gặp nguy hiểm từ động vật ăn thịt. Rất nhiều rùa da con bị chim, bò sát, giáp xác ăn thịt trước khi chúng kịp xuống nước. Khi chúng đã xuống biển thì người ta hầu như không gặp lại chúng nữa cho đến khi chúng trưởng thành. Rất ít rùa da sống sót cho đến khi trưởng thành. Các con rùa da non sống hầu hết thời gian ở vùng nhiệt đới hơn là các con trưởng thành.

## Việt Nam

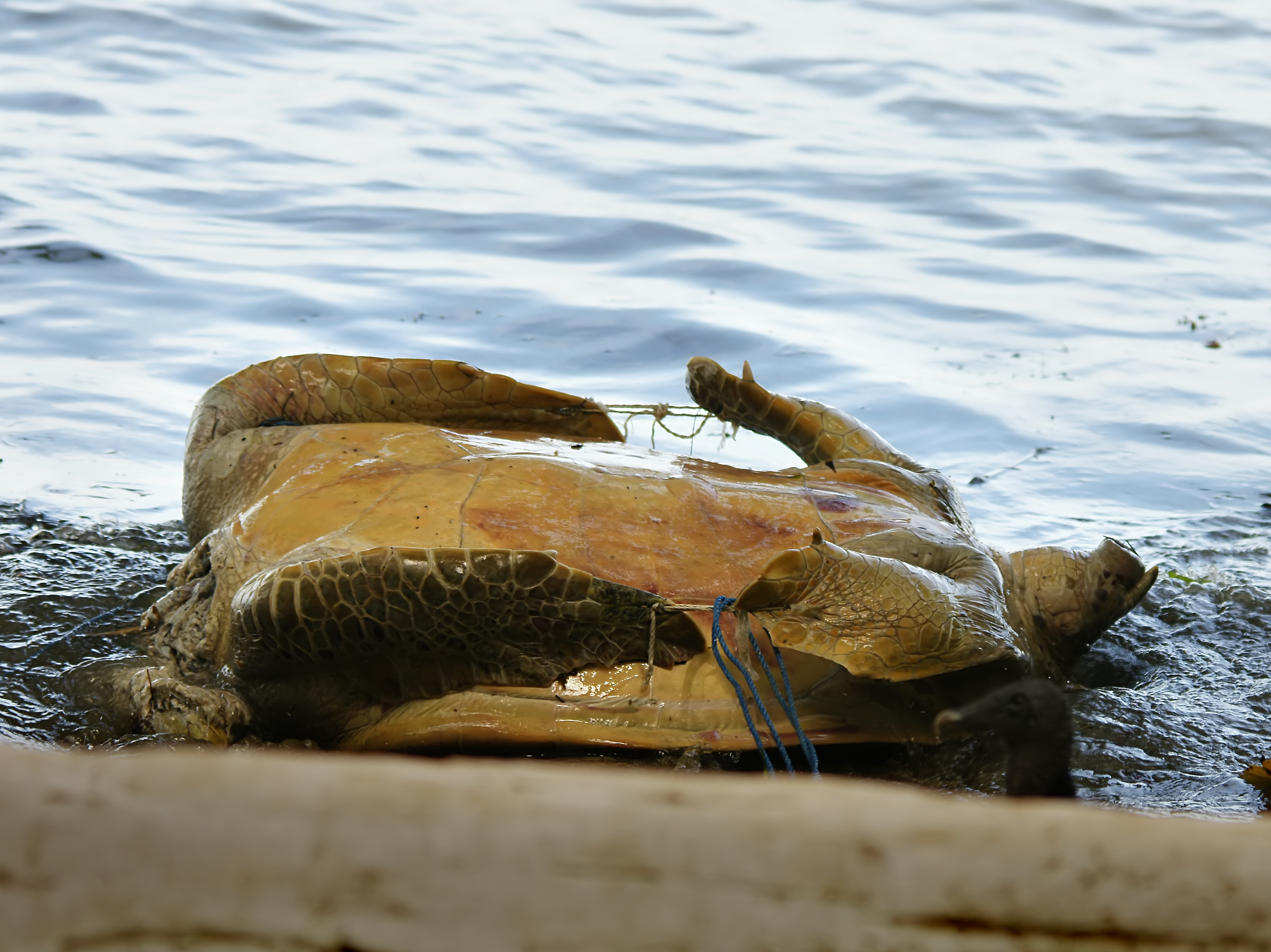
Một con rùa biển bị bắt trộm

Việt Nam cũng là một trong những quốc gia có mối nguy hiểm đe dọa đến rùa biển cao nhất thế giới, đẩy các loài rùa biển của quốc gia này đến bờ vực tuyệt chủng. Việt Nam đang có quần thể rùa biển quý giá bao gồm 5 loài, hiện đang phải đối mặt với nguy cơ tuyệt chủng. Rùa biển là sinh vật trải qua nhiều sinh cảnh và hệ sinh thái khác nhau trong quá trình di cư phát triển và sinh sản, vì vậy mà sự vắng mặt của rùa biển sẽ làm cho đa dạng sinh học nhiều vùng bị suy giảm. Rùa biển được coi là một trong những chỉ số về sự khỏe mạnh của môi trường biển. Trước đây rùa biển được phân bố hầu hết trên các vùng biển của nước ta với mật độ cao, hiện nay cả năm loài rùa biển của Việt Nam đều suy giảm đáng kể về số lượng.
Đơn cử như loài đồi mồi dứa (Lepidochelys olivacea) vào đầu thế kỷ 20 loài này có số lượng nhiều nhất Việt Nam. Tuy nhiên đây cũng là loài bị khai thác nhiều để làm thức ăn. Đến năm 2002, số lượng Đồi mồi dứa suy giảm xuống dưới 40 cá thể trong một mùa sinh sản và khu vực có Đồi mồi dứa lên đẻ chỉ còn tại đảo Quan Lạn (Quảng Ninh) và bán đảo Sơn Trà (Đà Nẵng) (Hamann et al. 2006). Hiện tại, khu vực bán đảo Sơn Trà đã hoàn toàn không còn dấu vết của chúng, đặc biệt là sau khi xây dựng con đường chạy xung quanh đảo và các khu nghỉ dưỡng, khách sạn trên các bãi cát chính của bán đảo như bãi Nam, bãi Tre. Đồi mồi chỉ còn được phát hiện tại một số bãi biển không có người sinh sống như hòn Nứt Đất (Quảng Ninh) và bãi biển thuộc tỉnh Quảng Trị, với số lượng rất nhỏ.
Tại Việt Nam, những mối đe dọa nghiêm trọng nhất đối với rùa biển ở Việt Nam là ngư dân đánh bắt một cách tình cờ và vô tình rùa dính lưới (được gọi là đánh bắt không chủ ý) và trực tiếp bắt các con cái đang làm tổ và lấy trứng của chúng. Những nguyên nhân gây ra mối đe dọa lớn nhất cho rùa biển là từ các tàu đánh cá bằng lưới kéo tầng đáy, lưới rê, nghề câu kiều và các thợ lặn bắt giáp xác và nhuyễn thể. Đánh bắt không chủ ý gây ra ít nhất một nghìn trường hợp rùa bị chết hàng năm. Việc bắt rùa và trứng của chúng từ các bãi biển là một trong những nguyên nhân chính dẫn đến việc giảm số lượng làm tổ. Hầu hết những bãi biển mà trước đây có ghi nhận sự xuất hiện của tổ rùa thì giờ đây đã hoàn toàn biến mất.
Từ lâu, rùa biển vẫn luôn bị săn bắt để lấy thịt, trứng, mai và da, chỉ cần một phiên đi biển săn rùa trái phép, mỗi ngư dân có thể trúng gần trăm triệu đồng, hoạt động mua bán loại động vật quí hiếm này vẫn lén lút diễn ra, đe doạ sự tận diệt loài rùa đang từng ngày cạn kiệt. Hiện nay các đầu nậu thu mua rùa biển luôn liên kết chặt chẽ với các chủ tàu lặn bắt rùa biển. Đầu nậu khuyến khích mở rộng khai thác rùa bằng cách đầu tư hàng tỷ đồng vào những con tàu của ngư dân. Vì rùa biển là món hàng siêu lợi nhuận nên khi bị nạn, các chủ tàu tiếp tục tìm cách sắm tàu khác săn rùa biển. Vài năm trước đây, ngư dân ra khơi khai thác rùa biển không phải là nghề chuyên nghiệp. Ra khơi, trúng con nào thì coi như là may mắn, phần ăn, phần mang về bán, phụ thêm tiền xăng dầu. Còn giờ đây, nhiều người đã đổ xô chuyên đi lặn bắt đồi mồi, rùa biển. Họ coi đó như là một nghề hái ra tiền.